# James Rizzi

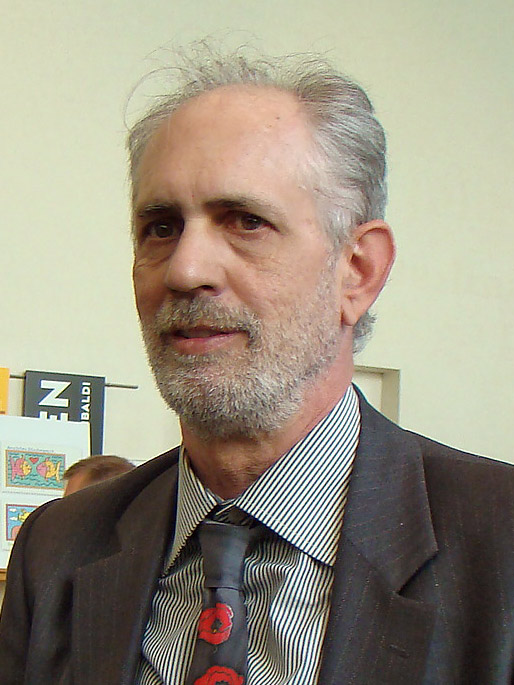
James Rizzi 2008 in der Bundeskunsthalle in Bonn

James Rizzi (* 5. Oktober 1950 in New York City; † 26. Dezember 2011 ebenda) war ein US-amerikanischer Künstler und Maler. Er wird der Pop Art zugeordnet.

## Leben

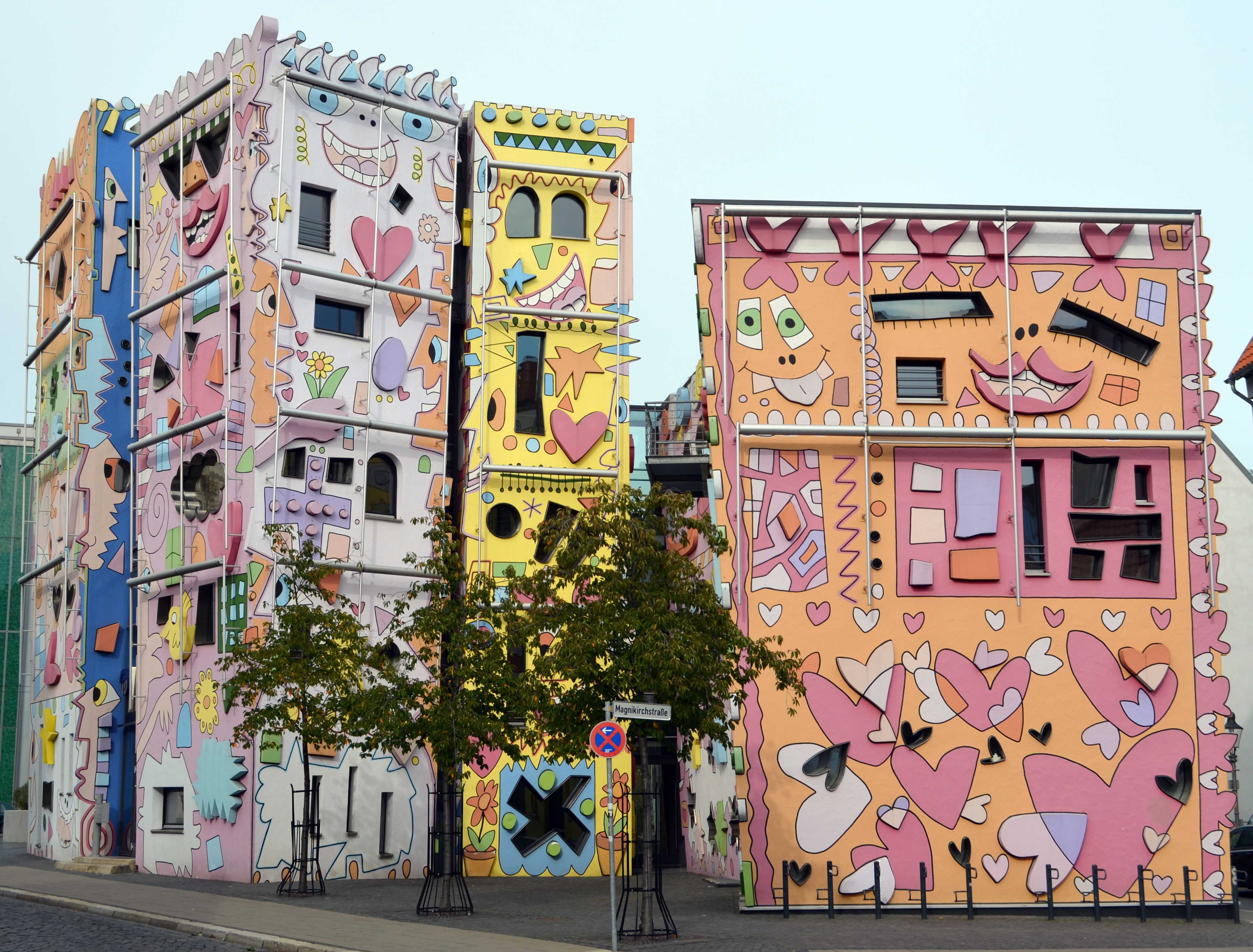
Happy RIZZI House in Braunschweig

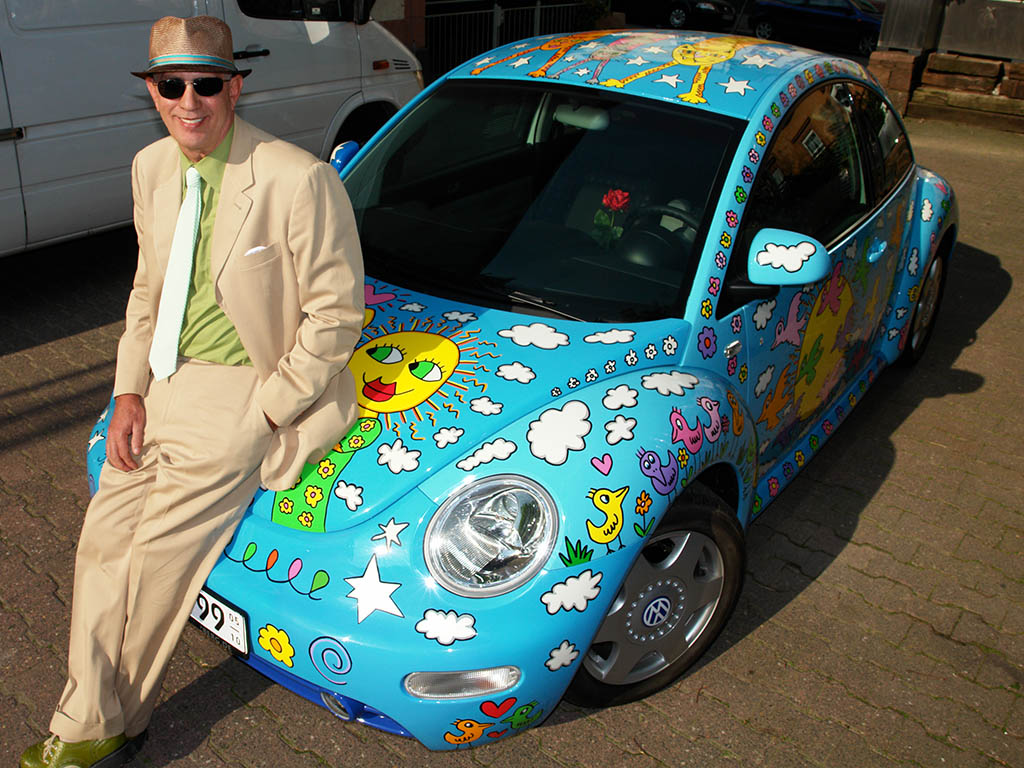
Rizzi und der von ihm gestaltete New Beetle, 2006

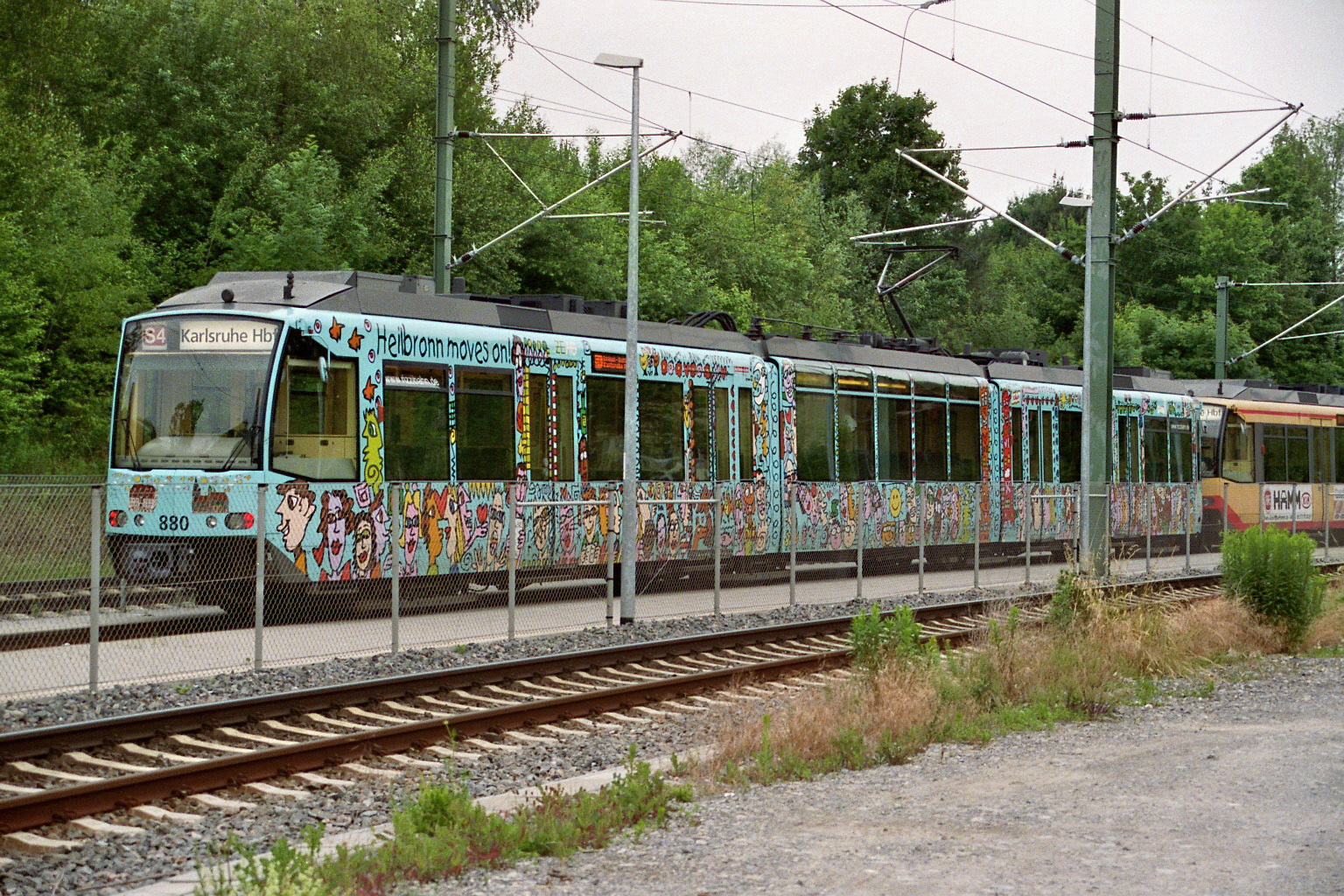
„Rizzi-Bahn“ in Weinsberg

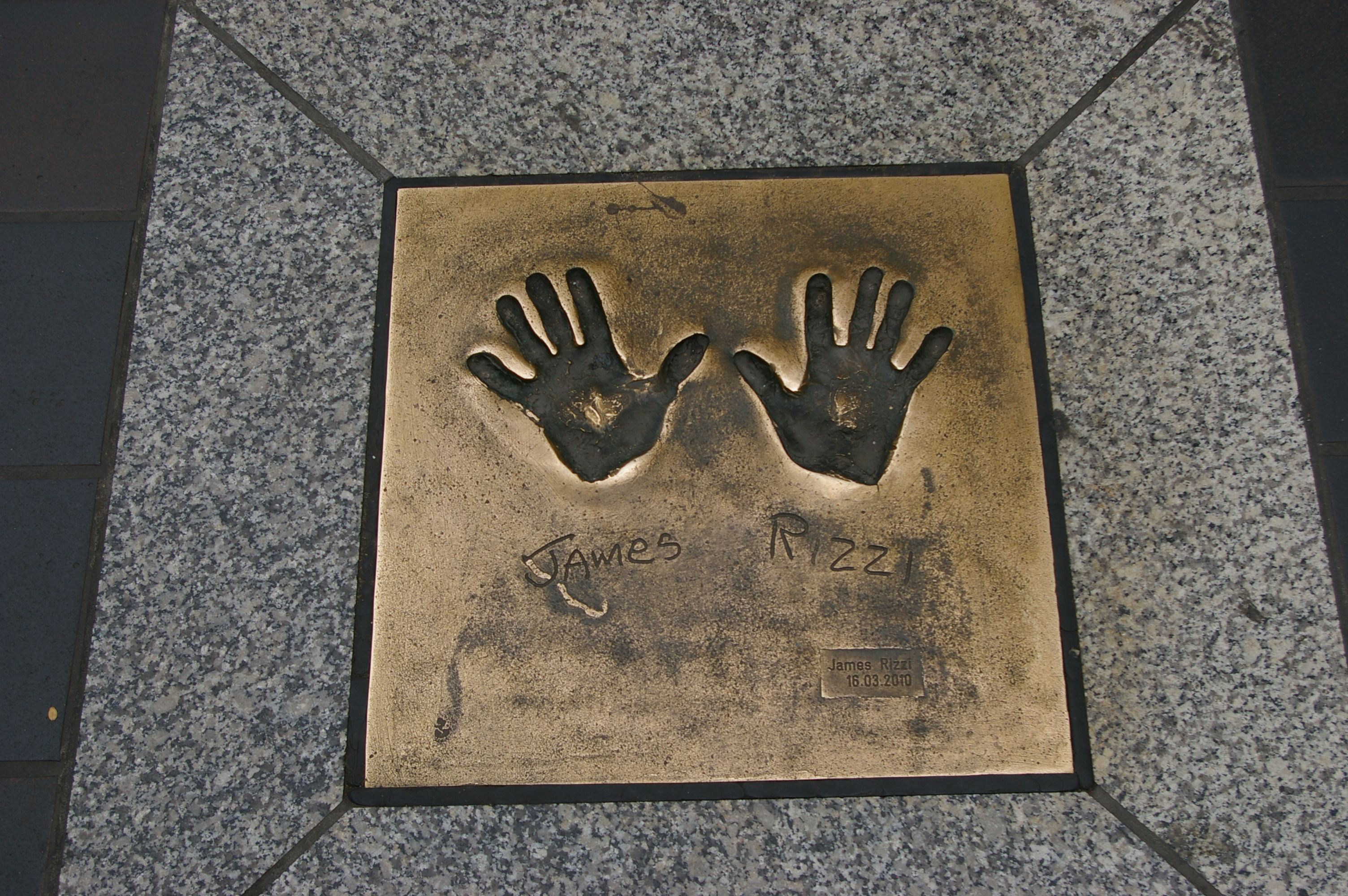
James Rizzis Handabdruck in der Lloyd-Passage in Bremen

James Rizzi wurde als Sohn einer Mutter irischer Herkunft und eines Vaters aus italienischer Familie geboren und wuchs als eines von drei Kindern im New Yorker Stadtteil Brooklyn in der East 8th Street auf. Rizzi machte seinen Schulabschluss an der Holy Innocents Grammar School, Brooklyn, und besuchte die Erasmus High School, ebenfalls in Brooklyn. Ab 1969 studierte er Kunst an der University of Florida in Gainesville. Bereits während seines Studiums beschäftigte er sich mit der Kombination von Malerei und Skulptur und entwickelte schließlich die von ihm häufig verwendete Technik der 3D-Grafik. Nach Abschluss seines Studiums 1974 hatte er erstmals Gelegenheit, seine Arbeiten im New Yorker Brooklyn Museum der Öffentlichkeit zu präsentieren.
Mit wachsender Popularität begannen sich Galerien und Museen für seine Werke zu interessieren, aber auch neben der Malerei fand Rizzi ein breites Betätigungsfeld, indem er unter anderem Platten/CD-Cover, Animations-Musik-Videos und verschiedenste Gebrauchsgegenstände, von Telefonwertkarten bis zu Rosenthal-Porzellan, gestaltete. Zahlreiche Einzelausstellungen und Auszeichnungen waren die Folge, zu Lebzeiten war James Rizzi einer der populärsten zeitgenössischen Künstler der Pop Art.
Rizzi hat sich mehrmals in Kooperation mit deutschen Organisationen für wohltätige Zwecke engagiert. So ging beispielsweise in einer Zusammenarbeit mit dem „Lions Club Krefeld Rheintor“ der Erlös einer kompletten limitierten und signierten Edition der Lithografie „Gone With The Wind“ an die Opfer der Hurrikankatastrophe in New Orleans. Für Peter Maffays unter der Schirmherrschaft der deutschen Bundeskanzlerin Angela Merkel stehendes Projekt „Begegnungen“ zugunsten hilfsbedürftiger Kinder übernahm Rizzi die Patenschaft für ein Schulprojekt des Lakota-Indianerstammes im US-Bundesstaat South Dakota.
Rizzi starb in der Nacht auf den 26. Dezember 2011 in seinem Studio im Stadtteil SoHo im New Yorker Bezirk Manhattan. Nach seinem Tod wurden noch zahlreiche 3D-Editionen herausgegeben, die auf Vorzeichnungen des Künstlers basierten. Es wurden aber auch Sneakers unter der Marke Fila im Jahr 2012 in limitierter Auflage in Deutschland, Österreich und der Schweiz verkauft.

## Stil
Rizzis Arbeiten haben häufig seine Heimatstadt New York und deren Einwohner zum Inhalt. Die Bilder sind meist von geradezu kindlich-naiver Einfachheit und in sehr bunten Farben gehalten und strahlen Fröhlichkeit, urbane Lebensfreude und Optimismus aus, was ihm von der Kunstpresse die Bezeichnung „Urban Primitive Artist“ einbrachte.
Bei der für ihn charakteristischen dreidimensionalen Konstruktionstechnik werden aus einem Duplikat des Bildes, welches als Hintergrund dient, die Bildelemente des Vordergrundes ausgeschnitten und mittels Brücken aus Schaumstoff oder ähnlichen Werkstoffen in eine zweite Bildebene gesetzt. Dies ruft beim Betrachter, auch durch die entstehenden Schatten, einen von den zwei Ebenen erzeugten 3D-Effekt hervor.

## Projekte (Auswahl)

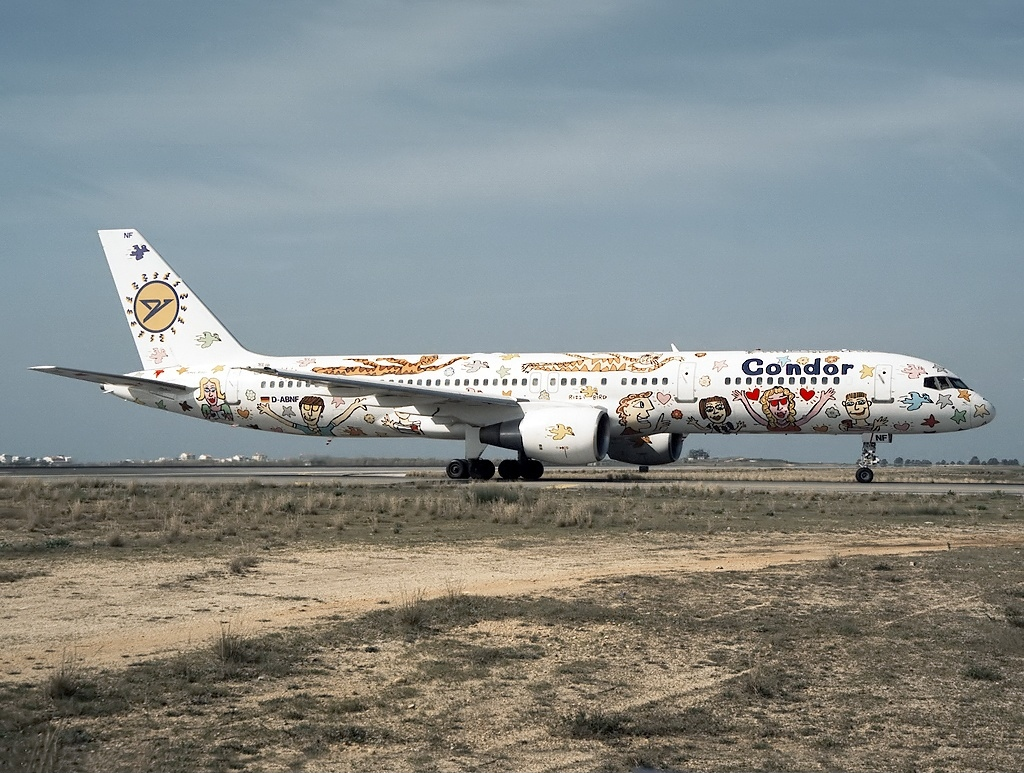
Rizzi-Bird

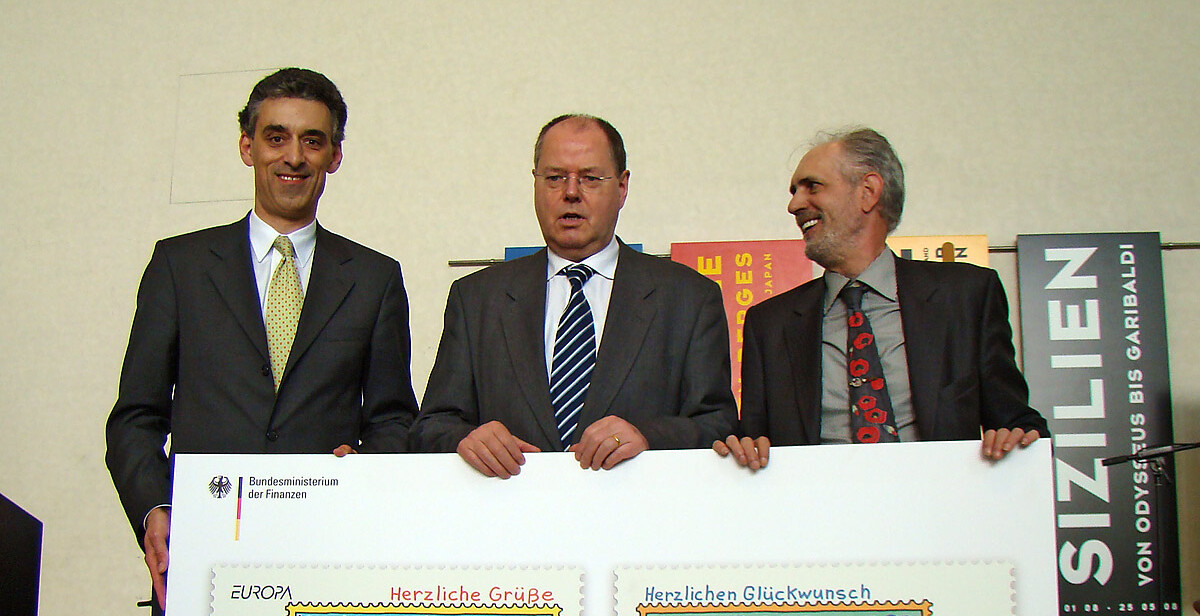
Briefmarken-Übergabe in der Bundeskunsthalle 2008: Frank Appel, Peer Steinbrück und James Rizzi

- 1996: Zum 40-jährigen Jubiläum der Fluggesellschaft Condor Flugdienst gestaltet Rizzi die Außenflächen einer Boeing 757, den Rizzi-Bird.
- 1999: Der 15-bändige Brockhaus erscheint in einer von James Rizzi gestalteten Ausgabe, außerdem in einer limitierten Deluxe-Edition mit beigelegter Lithografie.
- 1999: Für die Volkswagen AG designt Rizzi drei New Beetles.
- 2000: Anlässlich der Expo 2000 gestaltet Rizzi gemeinsam mit dem Architekten Konrad Kloster das Happy RIZZI House in Braunschweig.
- 2001: Grafische Gestaltung einer Corporate-Identity-Kampagne für Siemens.
- 2002: Im Auftrag der Stadt Heilbronn gestaltet Rizzi einen Stadtbahntriebwagen der Albtal-Verkehrs-Gesellschaft.[5]
- ca. 2002: Medion MD5950 Pentium-4-Notebook als limitierte Rizzi-Edition (Cover-Bild)
- 2008: Briefmarken der Serie „Grüße für jeden Anlass“. Im Auftrag des Bundesfinanzministeriums gestaltet Rizzi 2008 vier deutsche Sonderbriefmarken aus der Serie „Post“ unter dem Motto „Grüße für jeden Anlass“.[6] Die Briefmarken wurden am 9. Mai 2008 in der Bundeskunsthalle in Bonn von Finanzminister Peer Steinbrück offiziell an den Vorstandsvorsitzenden der Deutschen Post, Frank Appel, übergeben.[7] (Siehe auch: Briefmarken-Jahrgang 2008 der Bundesrepublik Deutschland)
- 2010: Künstlerische Gestaltung einer Lokomotive der metronom Eisenbahngesellschaft[8]
- 2016: Einweihung der Kirchenfenster Rizzis in der Kreuzeskirche Essen.[9]

## Ausstellungen (Auswahl)
- 2008: Ausstellung anlässlich der Veröffentlichung der Sonderbriefmarkenserie „Grüße für jeden Anlass“, Museum für Kommunikation, Frankfurt am Main,[10] in Zusammenarbeit mit der Galerie am Dom
- 2008: „Weltgrößte James Rizzi Ausstellung“, Rheingoldhalle, Mainz[11][12][13]
- 2008: Ausstellung James Rizzi – Druckgrafik, Museum für Druckkunst, Leipzig
- 2010: Ausstellung James Rizzi zum 60. Geburtstag in Bremen
- 2010: Ausstellung 60 Jahre James Rizzi – Die weltgrößte Gratis-Ausstellung des New Yorker Pop-Art-Künstlers im Centro Oberhausen
- 2011: Ausstellung James Rizzi-Ausstellung in Kevelaer im Konzert- und Bühnenhaus Kevelaer
- 2012: Ausstellung James-Rizzi-Gedenkausstellung in Heimbach/Eifel in der Internationalen Kunstakademie Burg Hengebach[14]
- 2014: Ausstellung James Rizzi – Das New Yorker Atelier im Frankfurter Hof in Mainz[15]
- 2014: Ausstellung Pop Gmünd, James Rizzi und die Wegbereiter der Pop Art im Stadtturm Gmünd in Kärnten[16]
- 2017: James Rizzi – Das Atelier. New York in Neumarkt in den Festsälen der Residenz in Neumarkt in der Oberpfalz, 1. September bis 15. Oktober 2017[17]
- 2019: Rizzi Ausstellung in der Otmar Alt Stiftung.[18]
- 2020: James Rizzi – Ein Leben für die Kunst in der Stadthalle Balingen[19]
- 2021: James Rizzi – Porzellan trifft Pop Art in  auf dem Werksgelände der Goebel Porzellan GmbH in Bad Staffelstein[20]
- 2021: James Rizzi – Die große Sommerausstellung im Fruchtkasten des Klosters der Stadt Ochsenhausen.[21]

## Bücher (Auswahl)
- James Rizzi: New York, Prestel, München 1996, ISBN 3-7913-1644-3.
- James Rizzi, Peter Bührer: Mein New York Kochbuch, Hahn, München 1997, ISBN 3-87287-432-2.
- James Rizzi, Peter Bührer: American Cookies and more, Südwest, München 2000, ISBN 3-517-06323-1.
- James Rizzi, Glenn O’Brien: James Rizzi. Artwork 1993–2006, Art28, Stuttgart 2006, ISBN 3-9811238-0-8.
- mit Peter Bührer: My New York City. Mair DuMont, Ostfildern 2011, ISBN 978-3-8297-0639-1.